# Craig Wilson
Craig Wilson (* 14. September 1973 in Dumfries) ist ein schottischer Curler.
2003 wurde Wilson Europameister an der Seite von Skip David Murdoch und schlug dabei im Finale die schwedische Mannschaft von Skip Peter Lindholm mit 11:5 Steinen.
Im Jahre 2005 gewann Wilson die Silbermedaille bei der Weltmeisterschaft im kanadischen Victoria. Das schottische Team verlor im Finale gegen Kanada mit 11:4.
Als Third spielte Wilson bei den Olympischen Winterspielen 2006 in Turin im Team Großbritannien mit Skip David Murdoch, Second Ewan MacDonald, Lead Euan Byers und Alternate Warwick Smith. Im Spiel um Platz 3 unterlag die britische Mannschaft der US-amerikanischen um Skip Pete Fenson mit 6:8 Steinen und belegte am Ende den vierten Platz.